# Maureen Wijaya
Maureen Wijaya (4 aprile 2007) è una giocatrice di badminton australiana.

## Palmarès
- Campionati oceaniani

Melbourne 2022: bronzo nel doppio misto.